# Maciej Stanisław Psojecki
Maciej Stanisław Psojecki (ur. ok. 1646, zm. 7 grudnia 1705) – profesor teologii i rektor Akademii Krakowskiej.

## Życiorys
Studia odbył w Akademii Krakowskiej, uzyskując latem 1668 stopień doktora filozofii. W latach 1669–1672 prowadził jako docent zajęcia na Wydziale Filozoficznym. Jesienią 1672 wyjechał do Włoch w charakterze preceptora Zygmunta Wiktora Denhoffa. Odwiedził Padwę i Rzym. Zwiedzał Francję, studiował prawo w paryskiej Sorbonie, gdzie uzyskał około 1675 doktorat obojga praw. Do Krakowa wrócił jesienią 1675. Latem 1679 towarzyszył prepozytowi miechowskiemu Piotrowi Korycińskiemu w poselstwie od Jana III Sobieskiego do króla Hiszpanii Karola II i regenta Portugalii Piotra w sprawie utworzenia ligi antytureckiej. Jesienią 1682 powrócił do Krakowa, został oddelegowany na sejmik opatowski i sejm w Warszawie, bronił tam w styczniu 1683 interesów uczelni. 11 kwietnia 1683 powołany na kanonika kolegiaty św. Floriana w Krakowie, 17 sierpnia 1683 został profesorem Wydziału Teologicznego Akademii Krakowskiej. W 1689 został obdarzony tytułem sekretarza królewskiego. W 1699 został wybrany rektorem Akademii, urząd sprawował do semestru zimowego w 1701. W 1700 przedstawiony przez władze akademickie otrzymał kanonię katedralną w Krakowie. Zmarł prawdopodobnie w Krakowie.